# Premi Emmy 2012

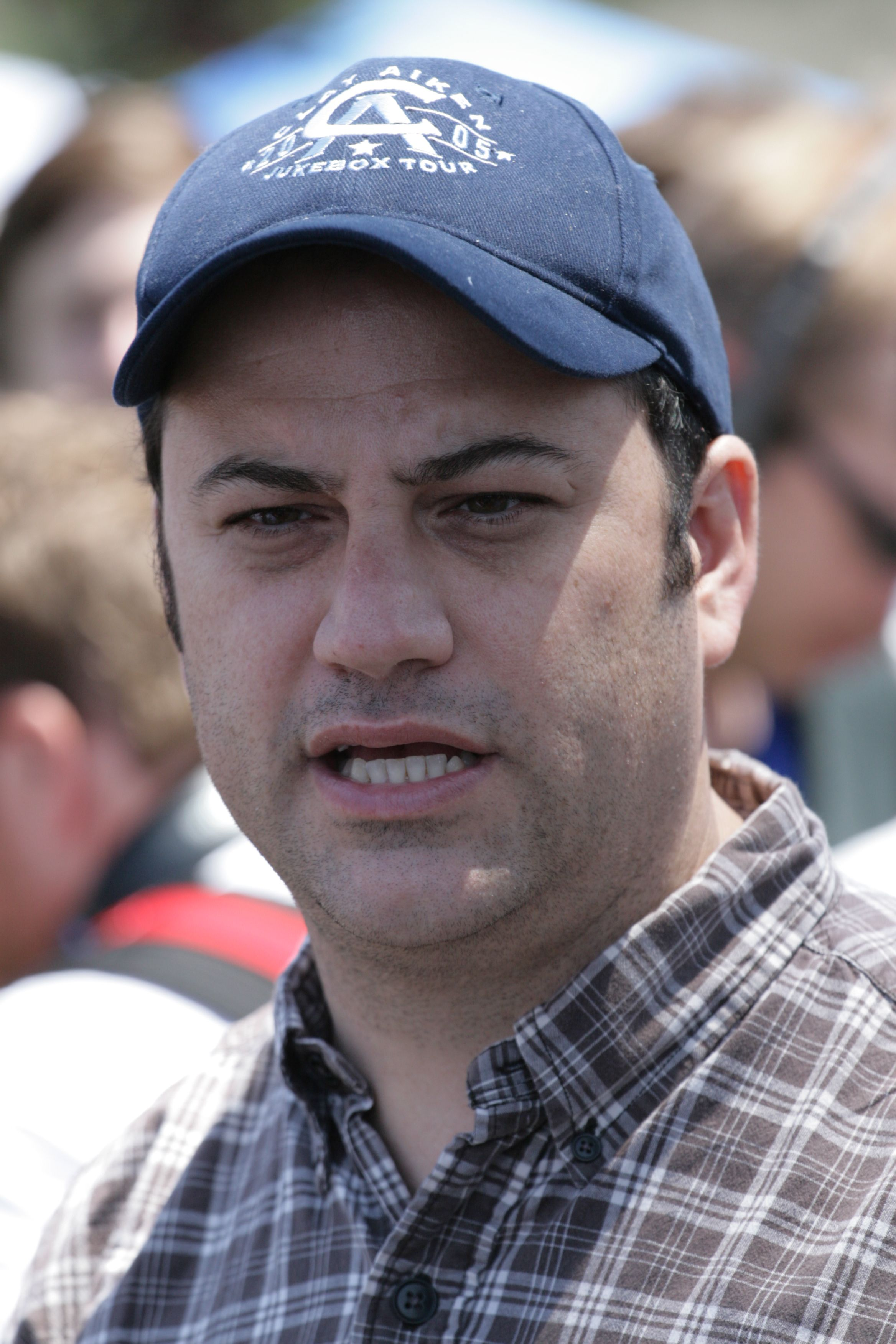
Jimmy Kimmel ha presentato la 64ª edizione dei Primetime Emmy Awards

La cerimonia della 64ª edizione dei Primetime Emmy Awards (64th Primetime Emmy Awards) si è tenuta al Nokia Theatre di Hollywood, a Los Angeles, il 23 settembre 2012.
La cerimonia è stata presentata da Jimmy Kimmel, alla sua prima esperienza, ed è stata trasmessa in diretta televisiva dal network ABC.
Tra gli artisti chiamati ad esibirsi e/o ad annunciare i vincitori si sono alternati Aziz Ansari, Kathy Bates, Andre Braugher, Connie Britton, Steve Buscemi, Louis C.K., Stephen Colbert, Jon Cryer, Claire Danes, Jeremy Davies, Kat Dennings, Zooey Deschanel, Giancarlo Esposito, Jimmy Fallon, Tina Fey, Michael J. Fox, Ricky Gervais, Ginnifer Goodwin, Jon Hamm, Ron Howard, Mindy Kaling, Jane Levy, Lucy Liu, Seth MacFarlane, Julianna Margulies, Melissa McCarthy, Julianne Moore, Hayden Panettiere, Jim Parsons, Matthew Perry, Martha Plimpton, Amy Poehler, Kiefer Sutherland, Emily VanCamp, James Van Der Beek, Kerry Washington e Damon Wayans Jr.
Le candidature erano state annunciate da Kerry Washington e Jimmy Kimmel al Leonard H. Goldenson Theatre di North Hollywood, a Los Angeles, il 19 luglio 2012.

## Primetime Emmy Awards
Homeland - Caccia alla spia, giudicata miglior serie drammatica, e Il Trono di Spade furono i programmi televisivi ad ottenere più premi, sei, mentre Mad Men e American Horror Story, la cui prima stagione venne candidata come miniserie, erano stati i programmi televisivi ad ottenere più nomination, diciassette. Tra le serie commedia Modern Family risultò per il terzo anno consecutivo sia la più nominata che premiata, ottenendo 5 premi su 14 candidature, compreso quello per la miglior serie commedia. Tra i film per la televisione e le miniserie, invece, i più premiati risultarono Game Change e Hatfields & McCoys, con cinque premi; tra i programmi più nominati erano presenti anche Downton Abbey e il film Hemingway & Gellhorn, premiati rispettivamente tre e due volte.
Tra gli artisti ad ottenere una candidatura per la prima volta nella loro carriera figurano: Julianne Moore, Nicole Kidman, Clive Owen, Kevin Costner, Bill Paxton, Julia Louis-Dreyfus, Uma Thurman, Don Cheadle, Jared Harris, Benedict Cumberbatch e Martin Freeman. Per quanto riguarda le reti televisive, i programmi trasmessi dalla HBO ottennero complessivamente 81 candidature, quelli della CBS 60, PBS 58, NBC 51, ABC 48, AMC 34, Fox e FX 26, Showtime 22.
Segue l'elenco delle categorie premiate durante la cerimonia del 23 settembre con i rispettivi candidati. I vincitori sono evidenziati in grassetto in cima all'elenco di ciascuna categoria.

### Programmi televisivi

#### Miglior serie tv drammatica
- Homeland - Caccia alla spia (Homeland)
- Boardwalk Empire - L'impero del crimine (Boardwalk Empire)
- Breaking Bad
- Downton Abbey
- Mad Men
- Il Trono di Spade (Game of Thrones)

#### Miglior serie tv commedia
- Modern Family
- The Big Bang Theory
- Curb Your Enthusiasm
- Girls
- 30 Rock
- Veep

#### Miglior miniserie o film tv
- Game Change
- American Horror Story
- Hatfields & McCoys
- Hemingway & Gellhorn
- Luther
- Sherlock: Scandalo a Belgravia (Sherlock: A Scandal in Belgravia)

#### Miglior reality competitivo
- The Amazing Race
- Dancing with the Stars
- Project Runway
- So You Think You Can Dance
- Top Chef
- The Voice

#### Miglior presentatore di un reality
- Tom Bergeron – Dancing with the Stars
- Phil Keoghan – The Amazing Race
- Ryan Seacrest – American Idol
- Betty White – Betty White's Off Their Rockers
- Cat Deeley – So You Think You Can Dance

#### Miglior programma varietà
- The Daily Show with Jon Stewart
- The Colbert Report
- Jimmy Kimmel Live!
- Late Night with Jimmy Fallon
- Real Time with Bill Maher
- Saturday Night Live

### Recitazione

#### Miglior attore in una serie tv drammatica
- Damian Lewis, per aver interpretato Nicholas Brody in Homeland - Caccia alla spia
- Steve Buscemi, per aver interpretato Nucky Thompson in Boardwalk Empire - L'impero del crimine
- Bryan Cranston, per aver interpretato Walter White in Breaking Bad
- Michael C. Hall, per aver interpretato Dexter Morgan in Dexter
- Hugh Bonneville, per aver interpretato Robert Crawley in Downton Abbey
- Jon Hamm, per aver interpretato Don Draper in Mad Men

#### Miglior attrice in una serie tv drammatica

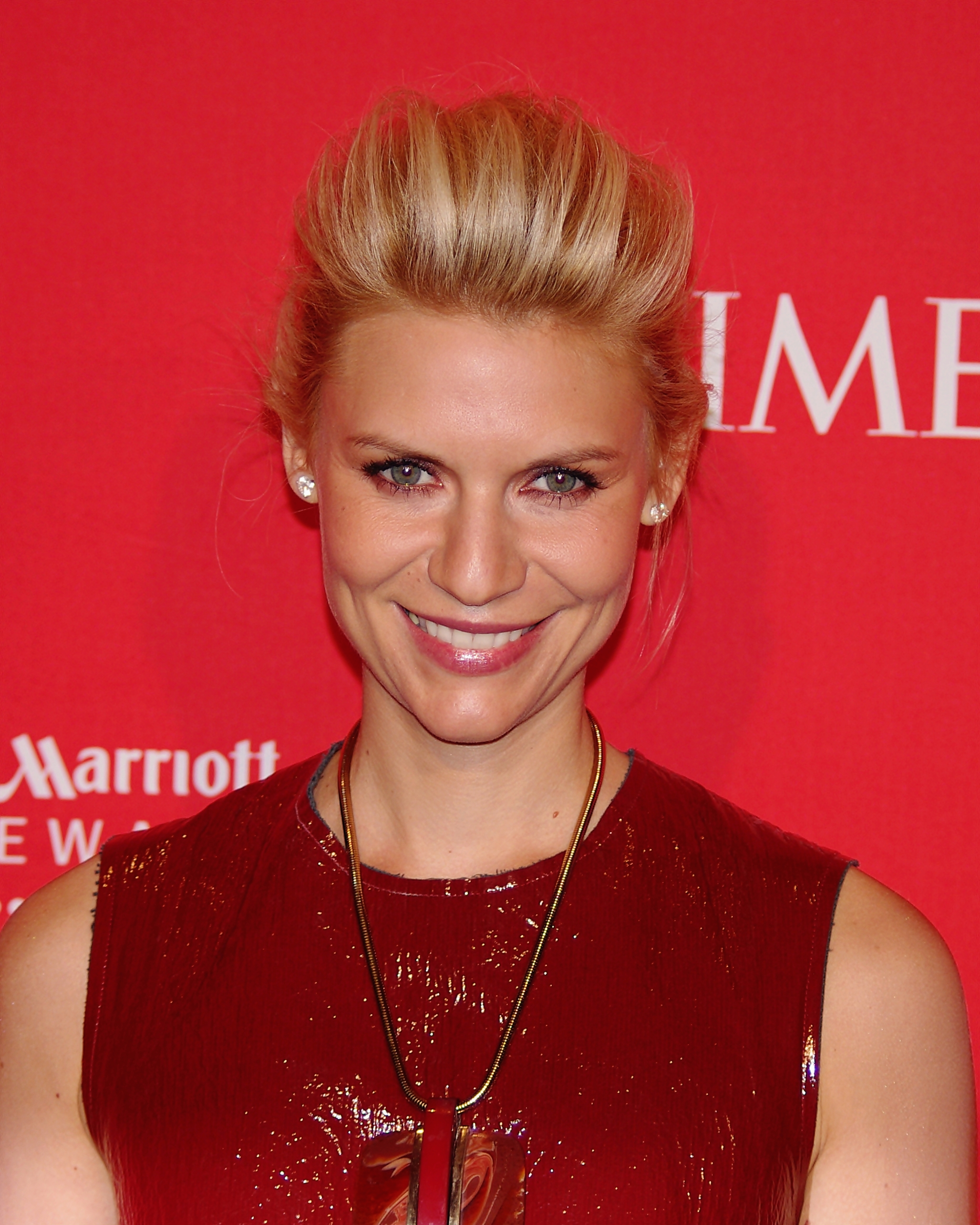
Claire Danes, miglior attrice in una serie tv drammatica

- Claire Danes, per aver interpretato Carrie Mathison in Homeland - Caccia alla spia
- Glenn Close, per aver interpretato Patty Hewes in Damages
- Michelle Dockery, per aver interpretato Lady Mary Crawley in Downton Abbey
- Julianna Margulies, per aver interpretato Alicia Florrick in The Good Wife
- Kathy Bates, per aver interpretato Harriet "Harry" Korn in Harry's Law
- Elisabeth Moss, per aver interpretato Peggy Olson in Mad Men

#### Miglior attore in una serie tv commedia
- Jon Cryer, per aver interpretato Alan Harper in Due uomini e mezzo (Two and a Half Men)
- Jim Parsons, per aver interpretato Sheldon Cooper in The Big Bang Theory
- Larry David, per aver interpretato se stesso in Curb Your Enthusiasm
- Don Cheadle, per aver interpretato Marty Kaan in House of Lies
- Louis C.K., per aver interpretato Louie in Louie
- Alec Baldwin, per aver interpretato Jack Donaghy in 30 Rock

#### Miglior attrice in una serie tv commedia
- Julia Louis-Dreyfus, per aver interpretato Selina Meyer in Veep
- Lena Dunham, per aver interpretato Hannah Horvath in Girls
- Melissa McCarthy, per aver interpretato Molly Flynn in Mike & Molly
- Zooey Deschanel, per aver interpretato Jess Day in New Girl
- Edie Falco, per aver interpretato Jackie Peyton in Nurse Jackie - Terapia d'urto (Nurse Jackie)
- Amy Poehler, per aver interpretato Leslie Knope in Parks and Recreation
- Tina Fey, per aver interpretato Liz Lemon in 30 Rock

#### Miglior attore in una miniserie o film tv
- Kevin Costner, per aver interpretato Anse "Devil" Hatfield in Hatfields & McCoys
- Woody Harrelson, per aver interpretato Steve Schmidt in Game Change
- Bill Paxton, per aver interpretato Randall McCoy in Hatfields & McCoys
- Clive Owen, per aver interpretato Ernest Hemingway in Hemingway & Gellhorn
- Idris Elba, per aver interpretato John Luther in Luther
- Benedict Cumberbatch, per aver interpretato Sherlock Holmes in Sherlock: Scandalo a Belgravia

#### Miglior attrice in una miniserie o film tv
- Julianne Moore, per aver interpretato Sarah Palin in Game Change
- Connie Britton, per aver interpretato Vivien Harmon in American Horror Story
- Nicole Kidman, per aver interpretato Martha Gellhorn in Hemingway & Gellhorn
- Ashley Judd, per aver interpretato Rebecca Winstone in Missing
- Emma Thompson, per aver interpretato "lei" in The Song of Lunch

#### Miglior attore non protagonista in una serie tv drammatica
- Aaron Paul, per aver interpretato Jesse Pinkman in Breaking Bad
- Giancarlo Esposito, per aver interpretato Gustavo 'Gus' Fring in Breaking Bad
- Brendan Coyle, per aver interpretato John Bates in Downton Abbey
- Jim Carter, per aver interpretato Mr. Carson in Downton Abbey
- Peter Dinklage, per aver interpretato Tyrion Lannister in Il Trono di Spade
- Jared Harris, per aver interpretato Lane Pryce in Mad Men

#### Miglior attrice non protagonista in una serie tv drammatica
- Maggie Smith, per aver interpretato Violet in Downton Abbey
- Anna Gunn, per aver interpretato Skyler White in Breaking Bad
- Joanne Froggatt, per aver interpretato Anna in Downton Abbey
- Archie Panjabi, per aver interpretato Kalinda Sharma in The Good Wife
- Christine Baranski, per aver interpretato Diane Lockhart in The Good Wife
- Christina Hendricks, per aver interpretato Joan Harris in Mad Men

#### Miglior attore non protagonista in una serie tv commedia
- Eric Stonestreet, per aver interpretato Cameron Tucker in Modern Family
- Ed O'Neill, per aver interpretato Jay Pritchett in Modern Family
- Jesse Tyler Ferguson, per aver interpretato Mitchell Pritchett in Modern Family
- Ty Burrell, per aver interpretato Phil Dunphy in Modern Family
- Max Greenfield, per aver interpretato Schmidt in New Girl
- Bill Hader, per aver interpretato vari personaggi al Saturday Night Live

#### Miglior attrice non protagonista in una serie tv commedia
- Julie Bowen, per aver interpretato Claire Dunphy in Modern Family
- Mayim Bialik, per aver interpretato Amy Farrah Fowler in The Big Bang Theory
- Kathryn Joosten, per aver interpretato Karen McCluskey in Desperate Housewives
- Sofía Vergara, per aver interpretato Gloria Delgado-Pritchett in Modern Family
- Merritt Wever, per aver interpretato Zoey Barkow in Nurse Jackie
- Kristen Wiig, per aver interpretato vari personaggi al Saturday Night Live

#### Miglior attore non protagonista in una miniserie o film tv
- Tom Berenger, per aver interpretato Jim Vance in Hatfields & McCoys
- Denis O'Hare, per aver interpretato Larry Harvey in American Horror Story
- Ed Harris, per aver interpretato John McCain in Game Change
- David Strathairn, per aver interpretato John Dos Passos in Hemingway & Gellhorn
- Martin Freeman, per aver interpretato John Watson in Sherlock: Scandalo a Belgravia

#### Miglior attrice non protagonista in una miniserie o film tv

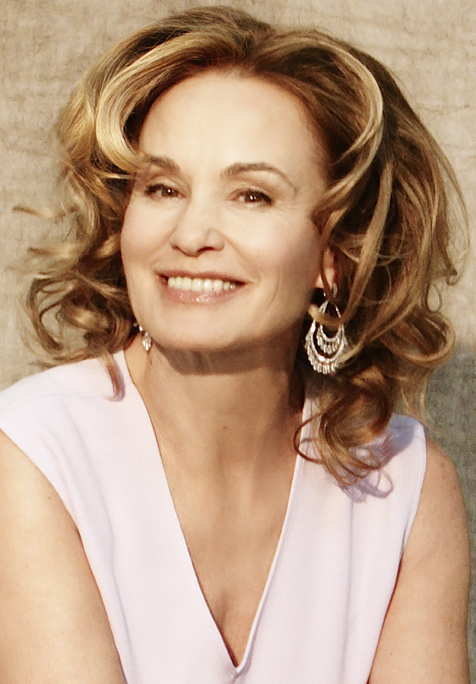
Jessica Lange, miglior attrice non protagonista in una miniserie o film tv

- Jessica Lange, per aver interpretato Constance Langdon in American Horror Story
- Frances Conroy, per aver interpretato Moira in American Horror Story
- Sarah Paulson, per aver interpretato Nicolle Wallace in Game Change
- Mare Winningham, per aver interpretato Sally McCoy in Hatfields & McCoys
- Judy Davis, per aver interpretato Jill Tankard in Page Eight

### Regia

#### Miglior regia per una serie tv drammatica
- Tim Van Patten, per l'episodio To the Lost – Boardwalk Empire - L'impero del crimine
- Vince Gilligan, per l'episodio Face Off – Breaking Bad
- Brian Percival, per l'episodio 2x07 – Downton Abbey
- Michael Cuesta, per l'episodio Eroe di guerra – Homeland - Caccia alla spia
- Phil Abraham, per l'episodio The Other Woman – Mad Men

#### Miglior regia per una serie tv commedia
- Steven Levitan, per l'episodio Bimbo a bordo – Modern Family
- Robert B. Weide, per l'episodio Palestinian Chicken – Curb Your Enthusiasm
- Lena Dunham, per l'episodio She Did –  Girls
- Louis C.K., per l'episodio Duckling – Louie
- Jason Winer, per l'episodio Segreti di famiglia – Modern Family
- Jake Kasdan, per l'episodio Jess – New Girl

#### Miglior regia per un film, miniserie o speciale drammatico
- Jay Roach, per il film tv Game Change
- Kevin Reynolds, per la miniserie Hatfields & McCoys
- Philip Kaufman, per il film tv Hemingway & Gellhorn
- Sam Miller, per la miniserie Luther
- Paul McGuigan, per il film tv Sherlock: Scandalo a Belgravia

#### Miglior regia per uno speciale varietà
- Glenn Weiss, per i Tony Awards 2011
- Don Mischer, per i premi Oscar 2012
- Louis J. Horvitz, per Grammy Awards 2012
- Louis C.K., per Louis C.K. Live at the Beacon Theatre
- Alan Skog, per Lo Schiaccianoci di George Balanchine – New York City Ballet

### Sceneggiatura

#### Miglior sceneggiatura per una serie tv drammatica
- Alex Gansa, Howard Gordon e Gideon Raff, per l'episodio Eroe di guerra – Homeland - Caccia alla spia
- Julian Fellowes, per l'episodio 2x07 – Downton Abbey
- Semi Chellas e Matthew Weiner, per l'episodio The Other Woman – Mad Men
- Andre Jacquemetton e Maria Jacquemetton, per l'episodio Commissions and Fees – Mad Men
- Erin Levy e Matthew Weiner, per l'episodio Far Away Places – Mad Men

#### Miglior sceneggiatura per una serie tv commedia
- Louis C.K., per l'episodio Pregnant –  Louie
- Chris McKenna, per l'episodio Rimedi alla teoria del caos – Community
- Lena Dunham, per l'episodio pilota –  Girls
- Amy Poehler, per l'episodio The Debate – Parks and Recreation
- Michael Schur, per l'episodio Win, Lose or Draw – Parks and Recreation

#### Miglior sceneggiatura per un film, miniserie o speciale drammatico
- Danny Strong, per la miniserie Game Change
- Ted Mann, Ronald Parker e Bill Kerby, per la miniserie Hatfields & McCoys
- Abi Morgan, per la miniserie The Hour
- Neil Cross, per la miniserie Luther
- Steven Moffat, per il film tv Sherlock: Scandalo a Belgravia

#### Miglior sceneggiatura per uno speciale varietà
- Louis C.K., per Louis C.K. Live at the Beacon Theatre
- Autori dei premi Oscar 2012
- Autori del Betty White's 90th Birthday: A Tribute to America's Golden Girl
- Autori dei Kennedy Center Honors 2011
- Autori dei Tony Awards 2011